# USJA Carquefou
El USJA Carquefou es un equipo de fútbol de Francia que juega en el Championnat de France amateur, la cuarta liga de fútbol más importante del país.

## Historia
Fue fundado en el año 1942 a raíz de la fusión de los equipos US Carquefou y el Jeane d'Arc de Carquefou.
Su mejor temporada ha sidola del 2007/08, en la que alcanzaron los cuartos de final de la Copa de Francia, donde fueron eliminados por el Olympique Marseille, y en la temporada 2011/12 en la que ascendieron al Championnat National, donde están actualmente.

## Jugadores destacados
| - Nordine Merzougui - Bagdad Sehla - Thomas Durand - Jérôme Hecker - Jean-Philippe Hersant - Franck Laurent - Baptiste Lafleuriel | - Marc Le Louarn - Sébastien Le Paih - Thibault Marchal - Sylvain Komenan N'Guessan - Titi Marius Anita - Idrissa N'Doye |